# 10313 Vanessa-Mae
10313 Vanessa-Mae è un asteroide della fascia principale. Scoperto nel 1990, presenta un'orbita caratterizzata da un semiasse maggiore pari a 2,2643405 UA e da un'eccentricità di 0,2110477, inclinata di 4,66566° rispetto all'eclittica.
È dedicato alla violinista anglo-thailandese Vanessa Mae.